# Шухэрийн Алтангэрэл
Шухэрийн Алтангэрэл (род. 5 января 1951, Москва) — монгольский дипломат и государственный деятель, министр иностранных дел Монголии в 1996-1998 годах.
Поступил на факультет русского языка Московского государственного педагогического института, впоследствии перешёл в Московский Государственный университет в 1975 году по специальности «преподаватель русского языка и литературы».
В 1975—1993 годы работал преподавателем и на руководящих должностях в монгольских вузах — Государственном педагогическом университете (1975-1980 годы), Институте русского языка (1980-1983 годы, там же декан и проректор) и Институте иностранных языков.
С 1993 по 1996 год на партийной работе, начальник информационно-пропагандистского отдела Монгольской национально-демократической партии, член Главного совета партии.
В 1996 году — заместитель министра иностранных дел Монголии, с 29 июля 1996 по 29 апреля 1998 года — назначен министром иностранных дел. Покинув должность, оставался советником министра до перевода на дипломатическую службу. С октября 1998 по 2001 год — чрезвычайный и полномочный посол в Бельгии и Евросоюзе. В 2008—2009 годах был политическим советником Демократической партии.
Посол во Франции (2009—2013) и России (2013—2015).
Женат, имеет дочь.